# Mistrzostwa Świata w Kajakarstwie Górskim 1959
6. Mistrzostwa świata w kajakarstwie górskim odbyły się w dniach 26–27 lipca 1959 w szwajcarskiej Genewie. Zawodnicy rywalizowali ze sobą w dziewięciu konkurencjach: pięciu indywidualnych i czterech drużynowych.

## Końcowa klasyfikacja medalowa
| Miejsce | Państwo         | Złoto | Srebro | Brąz | Razem |
| ------- | --------------- | ----- | ------ | ---- | ----- |
| 1       | NRD             | 5     | 5      | 4    | 14    |
| 2       | Czechosłowacja  | 2     | 3      | 0    | 5     |
| 3       | RFN             | 1     | 0      | 2    | 3     |
| 4       | Wielka Brytania | 1     | 0      | 0    | 1     |
| 5       | Szwajcaria      | 0     | 0      | 2    | 2     |

## Medaliści
| Konkurencja:           | Złoto: | Srebro: | Brąz:                                                                                          |
| C-1 mężczyzn           | Vladimír Jirásek                                                                                             | Manfred Schubert                                                                                             | Karl-Heinz Wozniak                                                                             |
| C-1 drużynowo mężczyzn | Czechosłowacja · Luděk Beneš · Václav Janovský · Vladimír Jirásek                                            | NRD · Karl-Heinz Wozniak · Gert Kleinert · Manfred Schubert                                                  | Szwajcaria · Roland Bardet · Jean-Claude Tochon · Marcel Roth                                  |
| C-2 mężczyzn           | NRD · Dieter Friedrich · Horst Kleinert                                                                      | Czechosłowacja · Václav Havel · Josef Hendrych                                                               | NRD · Dieter Göthe · Lothar Schubert                                                           |
| C-2 drużynowo mężczyzn | NRD · Dieter Friedrich i Horst Kleinert · Dieter Göthe i Lothar Schubert · Manfred Glöckner i Rudolf Seifert | Czechosłowacja · Miroslav Čihák i Vladimír Lánský · Václav Havel i Josef Hendrych · Milan Horyna i Milan Kný | Szwajcaria · Charles Dussuet i Henri Kadrnka · Enz i Hiltbrand · Jean Pessina i Robert Zürcher |
| K-1 mężczyzn           | Paul Farrant                                                                                                 | Eberhard Gläser                                                                                              | Heinz Bielig                                                                                   |
| K-1 drużynowo mężczyzn | NRD · Eberhard Gläser · Heinz Bielig · Günther Möbius                                                        | Czechosłowacja · Jan Pára · Vladimír Cibák · Zdeněk Košťál                                                   | RFN · Manfred Vogt · Georg Samhuber · Werner Vogler                                            |
| C-2 konkurs mieszany   | NRD · Rita Behrend · Manfred Merkel                                                                          | NRD · Margitta Troger · Günther Merkel                                                                       | NRD · Ellen Krügel · Siegfried Seidemann                                                       |
| K-1 kobiet             | Hilde Urbaniak                                                                                               | Anneliese Bauer                                                                                              | Inge Walthemate                                                                                |
| K-1 drużynowo kobiet   | NRD · Ursula Gläser · Eva Setzkorn · Elfriede Hugo                                                           | - | -                                                                                              |